# Polyschisis tucumana
Polyschisis tucumana là một loài bọ cánh cứng trong họ Cerambycidae.